# Rugigegat nigra
Rugigegat nigra is een vlinder uit de familie van de Houtboorders (Cossidae). De wetenschappelijke naam van deze soort is voor het eerst voorgesteld als Zeuzera nigra door Frederic Moore in een publicatie uit 1877.
De soort komt voor in Sri Lanka.
De rupsen leven op Coffea arabica (Rubiaceae).